# 櫻園
《櫻園》（さくらのその）是日本漫畫家吉田秋生的漫畫作品。1985年至1986年於白泉社《LaLa》上連載。

## 登場人物
中野敦子
杉山紀子
倉田知世子
志水由布子
井上志摩子
中野綾子

## 改編
- 1990年，導演中原俊搬上銀幕。
- 2008年，中原俊再度搬上銀幕，福田沙紀、寺島咲、大島優子、米倉涼子、菊川怜等人主演。